# Gloria Tapia
Gloria Tapia Mendoza (16 avril 1927 à Araró - 28 mars 2008) est une compositrice et musicologue mexicaine de musique contemporaine. 

## Biographie
Gloria Tapia naît dans un village de l'état de Michoacán. Elle étudie la composition et la musicologie au Conservatoire national de musique à Mexico. Elle étudie ensuite la philosophie et les lettres hispaniques. Au Conservatoire national, elle est l'élève de Blas Galindo, elle y enseigne ensuite en en devient la sous-directrice. 
Elle est membre fondatrice de la Ligue des compositeurs de musique de concert du Mexique, et en est présidente entre 1991 et 1993. Elle épouse Rafael Vizcaíno Treviño.
En tant que compositrice, elle reçoit très tôt l'influence de la musique d'Arnold Schönberg et la plus grande partir de son œuvre relève du dodécaphonisme.

## Œuvres
Gloria Tapia a composé de nombreuses œuvres musicales, en particulier des œuvres pour le piano et autres instruments seuls, des pièces pour deux instruments comme Naucalpán, fantaisie pour piano et violon, un quintette (1959), un quatuor à cordes, Quadrivium (1982), Seis variaciones (1963) pour percussions, des œuvres pour ensemble de chambre comme Sé mujer (1975) ou Vivencias siderales pour orchestre à cordes, des œuvres pour orchestre, dont un concerto pour clarinette et orchestre à cordes (1961) ou Tenochtitlán (1992) pour trois narrateurs et orchestre, des mélodies et des pièces chorales comme Sembrador (1957).